# Calle Resolana
La calle Resolana forma parte de la Ronda Histórica entre el barrio de San Gil y el de la Macarena en la ciudad española de Sevilla, en la comunidad autónoma de Andalucía. Esta vía discurre desde la puerta de la Macarena hasta el Puente de la Barqueta, por lo que conecta la ciudad con el río Guadalquivir. 
Esta calle es un punto destacado en la Semana Santa en Sevilla para la Hermandad de la Esperanza Macarena, que discurre por ella para acceder a la carrera oficial y realizar su estación de penitencia a la iglesia catedral.

## Historia
Fue conocida desde antiguo como Paseo de la Resolana, y toma el nombre de sus propias características: es un lugar resguardado del viento donde da el sol, es decir, una resolana.
En sus inmediaciones se levantó en el siglo XII la puerta de la Macarena, uno de los accesos al recinto amurallado de la ciudad, y ya en el siglo XIV existió en esta calle y frente a la mencionada puerta la ermita de San Antón, y hasta ella hizo en 1356 su primera procesión la Hermandad del Silencio. Por ser propiedad de esta hermandad, durante un tiempo la utilizó como sede canónica, haciendo su estación de penitencia hasta la capilla o ermita del hospital de San Lázaro.
En un principio perteneció a la periferia de la ciudad, y en ella se instalaron fábricas y almacenes, como los del ferrocarril, y también fundiciones como la Fábrica de San Francisco, conocida popularmente como de los Perdigones, de cuyo conjunto se conserva aún la Torre de los Perdigones. En ella se instalaron a finales del siglo XIX las denominadas Escuelas de la Macarena, que en la actualidad conforman el Colegio Público Macarena.

## Edificios destacados
- Puerta de la Macarena, situada en uno de los extremos de la calle, constituye un símbolo del barrio,[5] fue levantada en el siglo XII como uno de los accesos de la ciudad y es junto con el postigo del Aceite y la puerta de Córdoba los únicos que se conservan del conjunto.
- Torre de los Perdigones